# Adriano Pereira da Silva
Adriano Pereira da Silva (Salvador de Bahía, Bahía, Brasil; 3 de abril de 1982), más conocido como Adriano o Adriano Silva, es un exfutbolista brasileño.

## Trayectoria
Adriano Silva hizo su debut en el fútbol en el año 2001, con el Grêmio Foot-Ball Porto Alegrense. Con este club, Adriano jugó una cantidad de 46 partidos y marcó 2 goles.
Con el Grêmio Foot-Ball Porto Alegrense, Adriano estuvo por un periodo de 4 años, ya que luego partió al fútbol europeo, precisamente a la Serie A de Italia] para jugar con el Unione Sportiva Città di Palermo.
En el año 2004, después de 4 años jugando para el Grêmio Foot-Ball Porto Alegrense, Adriano Silva es fichado por el Unione Sportiva Città di Palermo de la Serie A de Italia. Con este club Adriano Silva solo jugó un partido y salió del equipo en el año 2005.
En el año 2005, Adriano Silva es fichado por el Atalanta Bergamasca Calcio de la Serie A de Italia. Adriano fue comprado por una cantidad de €1.5 millones, mientras él era valuado en €500,000. Con este club el brasileño, Adriano Silva tuvo una excelente participación ya que disputó 74 encuentros con la escuadra neroazzura y marcó 4 goles. Salió del club en el año 2007 cuando fue fichado por el AS Monaco de Francia.

## Selección nacional
Adriano Pereira da Silva solamente ha participado con la Selección de fútbol de Brasil, en categoría sub-20. Fue convocado en el año 2003, logrando disputar tres partidos sin anotar goles.

## Estadistícas
| Club     | País    | Año         |
| -------- | ------- | ----------- |
| Grêmio   | Brasil  | 2001 - 2004 |
| Palermo  | Italia  | 2004 - 2005 |
| Atalanta | Italia  | 2005 - 2007 |
| Mónaco   | Francia | 2007 - 2013 |